# 222. peruť RAF
222. peruť (anglicky No. 222 Squadron) je bývalá peruť Royal Air Force.

## Historie

### První světová válka
Jednotka byla formálně založena se vznikem Royal Air Force 1. dubna 1918 na Thassosu, z dosavadní perutě „A“ 2. křídla Royal Naval Air Service. Jejím velitelem se tehdy stal Richard Peirse. Později, 6. dubna, k ní byla připojena bývalá peruť „Z“ téhož křídla. Útvar, přeznačený na 62. křídlo, pak sestával z letek čísel 478, 479 a 480; a byl pověřen úkolem provádět nálety na turecké cíle v Makedonii a Thrácii z ostrovů v severním Egejském moři. 14. září mu bylo oficiálně přiděleno označení 222. peruť. Peruť pokračovala v operacích proti tureckým cílům na Balkáně až do konce války, a 27. února 1919 byla rozpuštěna.

### Druhá světová válka

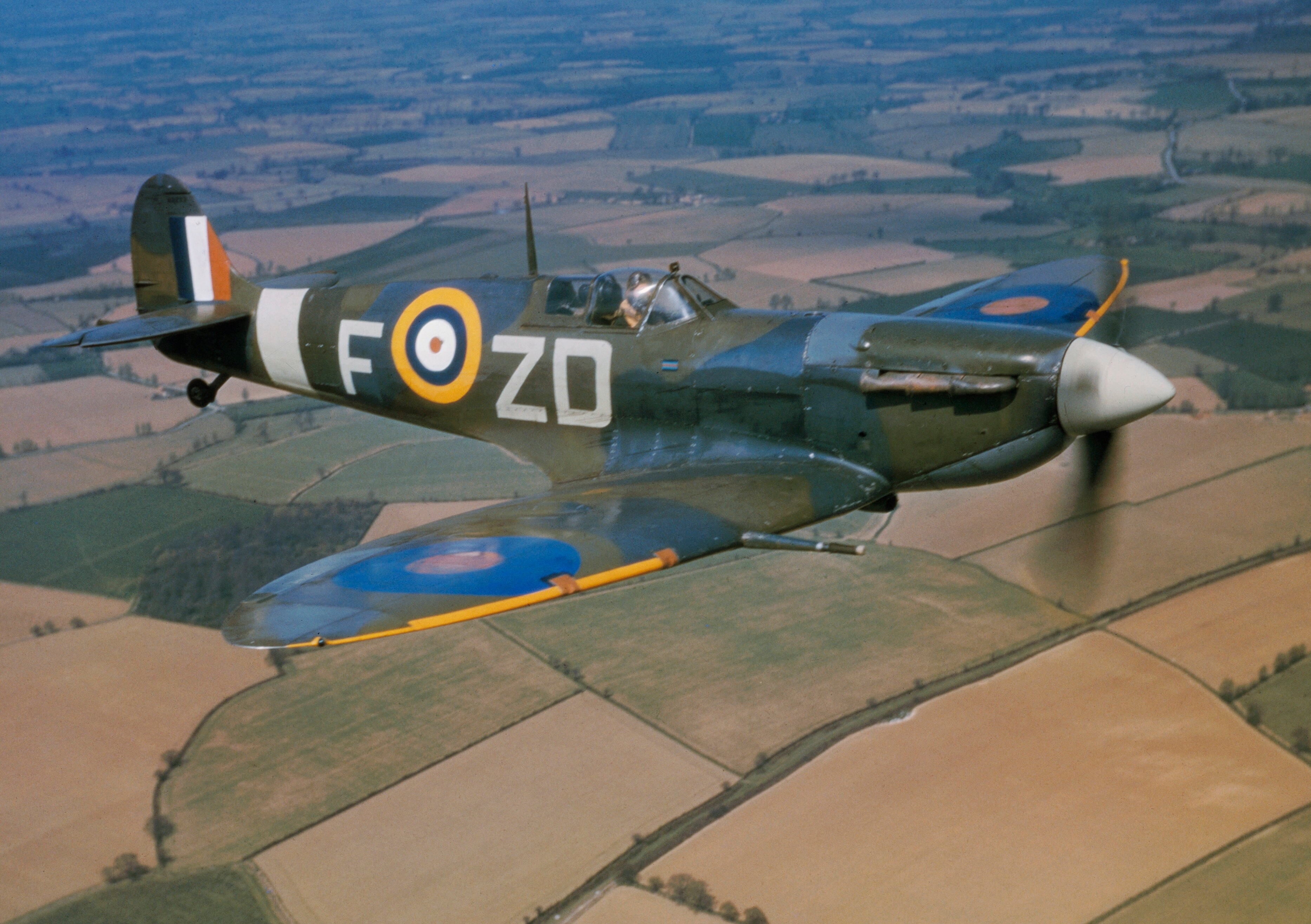
Spitfire VB peruti v letu, 1942.

Peruť byla reaktivována 5. října 1939 na základně RAF Duxford se stroji Blenheim IF, s nimiž se podílela na ochraně lodní dopravy, ale v březnu následujícího roku byla transformována na jednotku jednomotorových stíhačů vybavenou stroji Supermarine Spitfire, s nimiž se podílela na bitvě o Británii, od 15. září 1940 ze základny RAF Hornchurch pod velením S/Ldr „Johnnieho“ Hilla.
V roce 1942 se zúčastnila operace Jubilee, nájezdu na Dieppe.
V prosinci 1944 byla přezbrojena na stroje Hawker Tempest, které užívala až do doby kdy byla odvolána zpět do Spojeného království k přezbrojení na proudové Gloster Meteor.

### Proudová éra
Počínaje říjnem 1945 jednotka devět let operovala s různými variantami Meteorů, a po prosinci 1954 Hawkerů Hunter, jako součást protivzdušné obrany Skotska, ale 1. listopadu 1957 byla rozpuštěna.

### Pozemní protivzdušná obrana
1. května 1960 byla peruť obnovena na základně RAF Woodhall Spa jako pozemní jednotka protivzdušné obrany vybavená řízenými střelami Bristol Bloodhound, ale po čtyřech letech strávených v této roli byla definitivně rozpuštěna 30. června 1964.